# Upadek (film 1993)
Upadek (ang. Falling Down) – filmowy dramat z 1993 roku w reżyserii Joela Schumachera. Był nominowany do Złotej Palmy na Festiwalu w Cannes w 1993 roku. Serwis Rotten Tomatoes przyznał mu wynik 75%.

## Fabuła
Akcja toczy się w Los Angeles. William Foster (Michael Douglas) spieszy się na urodziny swojej córki. Przeżywa trudny okres, jest rozwiedziony i stracił pracę. Sfrustrowany korkiem na autostradzie porzuca swój samochód, posiadający tablicę rejestracyjną o symbolicznej nazwie D-Fens (ang. defense – obrona). W tym samym czasie policjant z wydziału kryminalnego, Martin Prendergast (Robert Duvall), odchodzi na emeryturę. W ostatnim dniu swojej pracy otrzymuje polecenie znalezienia i powstrzymania Fostera.

## Obsada
- Michael Douglas – William „D-Fens” Foster
- Robert Duvall – sierżant Martin Prendergast
- Barbara Hershey – Elizabeth „Beth” Trevino
- Rachel Ticotin – detektyw Sandra Torres
- Tuesday Weld – pani Prendergast
- Frederic Forrest – Nick, właściciel sklepu
- Lois Smith – matka Williama
- Steve Park – detektyw Brian
- Ebbe Roe Smith – facet na autostradzie
- Joey Hope Singer – Adele, córka Williama
- Michael Paul Chan – pan Lee, Koreańczyk, właściciel sklepu
- Dedee Pfeiffer – Sheila Folsom
- Raymond J. Barry – kapitan Yardley
- D.W. Moffett – detektyw Lydecker
- Margaret Medina – Lita, kelnerka
- Kimberly Scott – detektyw Jones
- Vondie Curtis-Hall – mężczyzna bez zdolności kredytowej
- James Keane – detektyw Keene
- Mark Frank – mężczyzna w budce telefonicznej
- Macon McCalman – detektyw Graham
- Peter Radon – gej
- Spencer Rochfort – drugi gej